# Chemin de Montréal (Ottawa)
Pour les articles homonymes, voir Montréal (homonymie).
Le chemin de Montréal (anglais : Montreal Road), également connu sous le nom de chemin d'Ottawa n° 34, est une route importante d'est en ouest d'Ottawa qui relie la Basse-Ville à Vanier et aux quartiers les plus à l'est d'Ottawa. Jusqu'à son déchargement en 1998, elle faisait partie de la route provinciale 17B.
Depuis le début du 20e siècle, le chemin de Montréal est le cœur culturel de Vanier,.   Il s'agit de l'une des nombreuses routes aux noms variés qui forment un itinéraire ininterrompu entre la Colline du Parlement et la ville de Montréal, faisant à l'origine partie de l'autoroute 17 de l'Ontario, plus tard contournée par l'autoroute maintenant connue sous le nom de route 174 d'Ottawa. 
L'insertion de la préposition de dans le nom Chemin de Montréal au cours des années 2010 a marqué une rupture avec la politique générale de dénomination bilingue des rues de la Ville pour s'aligner sur la pratique francophone pour les rues qui font référence à des noms de lieux.
À son extrémité ouest, le chemin de Montréal commence au pont Cummings, qui enjambe la rivière Rideau dans le  prolongement de la rue Rideau. Elle devient la rue principale de Vanier puisqu'elle traverse le cœur commercial de la communauté.
À l'est du boulevard Saint-Laurent, il devient une artère à quatre voies qui divise plusieurs quartiers tels que Beacon Hill.
À la hauteur de la route régionale 174, le chemin de Montréal devient le boulevard Saint-Joseph, qui traverse les parties les plus anciennes du village d'Orléans jusqu'au chemin Trim. Il continue à l'est du chemin Trim sous le nom de chemin Old Montreal. Cette route était connue sous le nom de Queen Street avant la fusion en 2001. Elle traverse l'ancien village de Cumberland et se termine à la route régionale 174, juste après Becketts Creek.
Cette route présente un certain nombre de points d’intérêt  d’ouest en est :
- Hôpital Montfort (le plus grand hôpital francophone de l'Ontario)
- laboratoires du Conseil national de recherches
- Zone de conservation de Greens Creek
- Centre commercial Place d'Orléans
- Centre-ville d'Orléans.

Des voies sont réservées aux autobus entre North River Road et le boulevard St. Laurent pour accélérer le service de transport en commun pendant les heures de pointe. Les projets futurs de la ville pourraient inclure un corridor LRT sur ce tronçon jusqu'à Blair Road, où la ville a des plans pour un nouveau développement de « rue principale » de magasins et de tours d'appartements.

## Quartiers
Le chemin Montréal traverse les quartiers suivants :
- Vanier
- Cardinal Glen
- Rothwell Heights
- Beacon Hill

Le boulevard Saint-Joseph traverse les quartiers suivants (tous faisant partie d'Orléans) :
- Couvent Glen
- Queenswood
- Fallingbrook

## Carrefours principaux
Sur le chemin de Montréal :
- Promenade Vanier (route d'Ottawa 19)
- Boulevard Saint-Laurent (route d'Ottawa 26)
- Promenade de l'Aviation
- Chemin Blair (chemin d'Ottawa 27)
- Chemin Ogilvie (chemin d'Ottawa 50)
- Route d'Ottawa 174

Sur le boulevard Saint-Joseph :
- Boulevard Jeanne d'Arc (route 55 d'Ottawa)
- Boulevard d'Orléans (route d'Ottawa 56)
- Chemin Tenth Line (route d'Ottawa 36)
- Chemin Trim (route d'Ottawa 57)